# Литвиново (деревня, Владимирская область)
Литвиново — деревня в Кольчугинском районе Владимирской области России, входит в состав городского поселения Кольчугино.

## География
Деревня расположена на берегу Кольчугинского водохранилища (река Пекша) в 2 км на северо-восток от райцентра города Кольчугино.

## История
В XIX — начале XX века деревня входила в состав Есиплевской волости Юрьевского уезда, с 1925 года — в составе Кольчугинской волости Александровского уезда. В 1859 году в деревне числилось 70 дворов, в 1905 году — 93 двора, в 1926 году — 162 двора.
С 1929 года деревня являлась центром Литвиновского сельсовета Кольчугинского района, с 2005 года — в составе городского поселения Кольчугино.

## Население
| 1859 | 1905 | 1926 | 2002 | 2010 | 2021 |
| ---- | ---- | ---- | ---- | ---- | ---- |
| 462  | ↗581 | ↗811 | ↘227 | ↘192 | ↗310 |

## Инфраструктура
В деревне имеются дом культуры, библиотека, отделение почтовой связи.

## Известные люди
В деревне родились: заместитель министра среднего машиностроения СССР, генерал-лейтенант инженерно-танковой службы, дважды Герой Социалистического Труда Павел Михайлович Зернов (в 1974 году установлен бюст), Владимир Дмитриевич Белов -  советский и российский учёный-металлург, специалист в области производством отливок и сплавов на основе цветных металлов, доктор технических наук, профессор кафедры литейных технологий и художественной обработки материалов НИТУ «МИСиС».